# Cmentarz wojenny w Zaczopkach
Cmentarz wojenny w Zaczopkach – cmentarz wojenny z I wojny światowej w Zaczopkach.
Cmentarz powstał w sierpniu 1915 r. po bitwie niemiecko-rosyjskiej, która miała miejsce w pobliżu Zaczopków. Znajduje się na wzniesieniu, w odległości 200 metrów na północ od drogi z Terespola do Janowa Podlaskiego. Został założony na planie prostokąta, podzielonego dwiema skrzyżowanymi alejami, otoczonego murem z metalową bramą wejściową. Dojście do nekropolii zapewniają schody z kamieni polnych. Obszar nekropolii porastają sosny.
Na cmentarzu pochowano 83 żołnierzy niemieckich i rosyjskich, niezidentyfikowanych z imienia i nazwiska. Mogiły żołnierzy oznaczone są drewnianymi krzyżami. W najwyższym miejscu cmentarza wznosi się obelisk skonstruowany z kamieni polnych, zwieńczony metalowym krzyżem, z wmurowanym kamieniem z niemiecką inskrypcją: Hier schlafen im Tode vereint 83 deutsche u. russische Krieger und schauen von der Höhe des Schlachtfeldes herab auf die Stätte an der sie in den heissen Augustkämpfen 1915 ihre Soldatentreue mit dem Tode besiegelt haben. Kameradenhände schufen ihnen diese gemeinsame letzte Ruhestätte. (Tutaj śpi zjednoczonych w śmierci 83 niemieckich i rosyjskich żołnierzy, którzy spoglądają z wysokości pola bitwy na miejsce, w którym podczas gorących sierpniowych walk w 1915 r. lojalność żołnierską przypieczętowali śmiercią. Towarzysze stworzyli to wspólne miejsce ostatecznego spoczynku).
Tablica informacyjna w języku polskim położona jest poza murem cmentarnym.